# Joussé
Joussé is een gemeente in het Franse departement Vienne (regio Nouvelle-Aquitaine) en telt 349 inwoners (2004). De plaats maakt deel uit van het arrondissement Montmorillon.

## Geografie
De oppervlakte van Joussé bedraagt 7,5 km², de bevolkingsdichtheid is 46,5 inwoners per km².
De onderstaande kaart toont de ligging van Joussé met de belangrijkste infrastructuur en aangrenzende gemeenten.

## Demografie
Onderstaande figuur toont het verloop van het inwonertal (bron: INSEE-tellingen).